# 봉화골항
봉화골항은 경상남도 고성군 하이면 덕명리에 있는 어항이다. 2002년 8월 6일 어촌정주어항으로 지정하여 관리하고 있다. 시설관리자는 고성군수이다.

## 어항 구역
- 수역: 봉화골 선착장 북동쪽 해안바위 돌출부에서 남동쪽 어장막(권현망)옆 해안바위 돌출부를 연결한 선내수면
- 육역: 경남 고성군 하이면 덕명리 736-6번지 외 6필지

## 어항 시설
- 방파제 83m, 호안 287m , 선착장 43.5m

## 주요 어종
- 굴, 멸치, 갯장어, 감성돔, 도다리, 갯가재, 물매기, 바지락 등